# Week van het Zeeuwse boek
De Week van het Zeeuwse boek is een jaarlijks evenement georganiseerd door de gezamenlijke boekhandels in de Nederlandse provincie Zeeland voor de promotie van boeken die gaan over Zeeland of geschreven zijn door Zeeuwse auteurs.
Het evenement werd voor het eerst in 1995 georganiseerd. Doorgaans wordt het evenement gehouden in de eerste week van de maand november.
Anno 1997 bestond het organiserend comité uit:
- Boekhandel Basting (Oostburg),
- Boekhandel Fanoy (Middelburg),
- Boekhandel De Koperen Tuin (Goes),
- Boekhandel De Ruiter (Vlissingen) en
- Boekhandel De Vries (Zierikzee).

## Prijzen
Tijdens de Week van het Zeeuwse Boek worden diverse prijzen uitgereikt:
- De Zeeuwse Boekenprijs, (2003-heden), tot 2018 georganiseerd door het Zeeuws Tijdschrift en sinds 2018 door de Stichting de Zeeuwse Boekenprijs
- De Publieksprijs, georganiseerd door de Provinciale Zeeuwse Courant (2006-heden)
- De Prijs van de Zeeuwse Boekhandel (2012-heden)
- Jan Bruijnsprijs (2009-2011)
- De Roggeveenprijs (2024-heden), uitgeloofd door het Koninklijk Zeeuws Genootschap der Wetenschappen voor het beste wetenschappelijke boek dat te maken heeft met Zeeland.[4]

## Geschenkboeken
Ter gelegenheid van de Week van het Zeeuwse boek wordt een boek geschonken aan klanten die voor een minimumbedrag in de deelnemende boekhandels besteden. De lijst van boekenweekgeschenken per jaar is als volgt:

### 1995
- Rijmpjes en spelletjes van het oude Zeeuwsche land, Annie Oldenziel, uitgever: Allert de Lange, Amsterdam, herdruk van de uitgave in 1945, 24 p, zwart/wit geïllustreerd, omslag in kleur, 25*19cm, geniet

### 1996
- Liedjes van het Zeeuwse land, uitgever: Gezamenlijke Zeeuwse Boekhandels, Oostburg etc., geniet, 48 pag. 25x21 cm. Dit geschenkboek kwam met de gelijknamige CD met de volgende 17 opnames afkomstig van Omroep Zeeland:
  - De Zêêuwse taele is t'n mooisten van aolemaele!, Ad Leijdekkers (1926-1995), live-opname, oktober 1990
  - Twi meeuwen, Anja Kopmels, van demo-cassette Zeeuwse liedjes, zomer 1995, Studio Rentmeester
  - Mollekot Boogie, Ries de Vuyst, live-opname 9 februari 1992
  - Dat is ons Zeeuwse land, Engel Reinhoudt, Rondje Zeeland, 11 januari 1996
  - Ille, zonder stekkers, Surrender, live opname, Op Deltahoogte, 24 februari 1991
  - De Meulenaêr, Bei Cok, live opname, Op Deltahoogte, 29 september 1991
  - Een lied van Zeeland, Jo den Hollander, Op Deltahoogte, juni 1990
  - Het spionnetje, Piet Brakman, De Schoone Waardin, 23 februari 1992
  - Klara de Knol, Adrie Oosterling, Op Deltahoogte, 2 december 1990
  - Hrens-linden, Peter Dieleman, De Schoone Waardin, 29 maart 1992
  - Een diek mée bomen, Anja Kopmels, Rondje Zeeland, 4 januari 1996
  - Cadzandse Blues, Ries & the Resets, Ries de Vuyst, Wouter Maréchal, Peter de Maat, Jan Harpe, op Deltahoogte, 29 juli 1990
  - Puuten, Engel Reinhoudt, opname op de Dialectdag in De Vroome 20 oktober 1990
  - Zêêland boven, Bei Cok, Op Deltahoogte, 29 september 1991
  - De Ramp, Pieter Dieleman, opname bij Omroep Zeeland 16 januari 1992
  - Middelburg, Jo den Hollander, De Schoone Waardin, 19 januari 1992
  - De leurder, Piet Brakman, De Schoone Waardin, 23 februari 1992

### 1997
- Sakke de zee-ratte en andere Zeeuwse jeugdherinneringen uit het begin van de eeuw, Kees Slager, uitgever: De Koperen Tuin, Goes, 64 p, historische foto’s, 24 cm, ISBN 90-72138-77-5

### 1998
- Moord aan boord van de PSD : een Zeeuwse thriller, Jan J.B. Kuipers, uitgever: De Koperen Tuin (Goes) & Gezamenlijke Zeeuwse boekhandels, 64 p, 24 cm, ISBN 90-72138-91-0

### 1999
- Zee & land : gedichten over Zeeland, samengesteld door Lou Vleugelhof, pseudoniem van Laurentius Petrus de Jonge, uitgever: De gezamenlijke Zeeuwse boekhandels, 70 p, 21 cm, ISBN 90-74576-19-2
  - Het organiserend comité: Basting in Oostburg, Fanoy in Middelburg, De Koperen Tuin in Goes, De Ruiter & Fanoy in Vlissingen, De Vries in Zierikzee.

### 2000
- Uit fotocollecties van het Zeeuws Museum, werden twee sets ansichtkaarten samengesteld:
  - 1. Pront in het Pak met mannendrachten
  - 2. Knap in ’t kleed met vrouwendrachten

Het was de enige keer dat er twee verschillende cadeaus waren, waaruit de boekverkoper er een kon kiezen.
De vrouwen-ansichten waren veel populairder dan die van de mannen.

### 2001
- De middag van de paarse nevel: ...een herinnering..., Cornélie van de Reepe (1936), uitgever: Den Boer & De Ruiter, Middelburg, 128 p, 19 cm, ISBN 90-74576-28-1

### 2002
- Echo's van het water : vijftig jaar februariramp 1953, Jan J.B. Kuipers, Cees Maas, eindredactie: Robbert Jan Swiers et al., uitgever: de gezamenlijke Zeeuwse boekhandels. Oostburg, (2002), Met lit. opg, 71 p, 21 cm, ISBN 90-74576-36-2

### 2003
- De kwestie Jobse, Lo van Driel,[5] (2003) uitgever: Den Boer/De Ruiter, Middelburg, 112 p, ill., 19 cm, ISBN 90-74576-44-3

### 2004
- Zeeland bestaat niet! : 15 jaar Koen & Harm, tekst en tekeningen: Cor de Jonge, inleiding: Ernst Jan Rozendaal, redactie: Jan van Damme et al., uitgever: Den Boer & De Ruiter, Middelburg, Gezamenlijke Zeeuwse Boekhandels, 80 p, zwart/wit tek., 21 × 26 cm, met M.C. Escher parodie, ISBN 90-74576-53-2

Met ingang van 1 april 1989 was er op zaterdag bij de PZC de komische bijdrage Koen & Harm van Cor de Jonge. De strip werd vrijdagmiddag ingeleverd, zodat de redactie al die middag en de abonnees op zaterdagochtend ervan konden genieten. De strip speelde in op het nieuws en de politiek van de voorafgaande week. Zeeuwse bestuurders werden vaak fijnzinnig op de hak genomen met portretten en karikaturen. De Zeeuwse politie wordt vaak als dom, lui en laks afgeschilderd.
De ludieke wijze waarop de strip werd gemaakt, maakte Cor de Jonge tot een zeer gewaardeerd kunstenaar.

### 2005
- Het woord aan de gevel de gevel aan het woord, Ed de Graaf, uitgever: Gezamenlijke Zeeuwse boekhandels, 55 p, softcover, huisnamen en -opschriften in Zeeland, ISBN 9789074576659

### 2006
- De Rembrandts van Oostkapelle, Theo Laurentius (1936), red.: Tiny Polderman (1964), uitgever: Den Boer & De Ruiter, Middelburg, Met lit. opg, 61 p, ill., 14×22 cm, ISBN 90-74576-78-8, ISBN 978-90-74576-78-9

### 2007
- Smaak van Zeeland : recepten met Zeeuwse streekproducten, Tineke Sluijter [tekst en recepten], Tineke Sluijter (ISNI 0000 0003 8788 6184), 47 p, ill., 21 cm, ISBN 978-90-74576-89-5

### 2008
- Zwieg stille, Rinus Spruit, uitgever: Den Boer & De Ruiter, Vlissingen, 144 p, ill., portretten, 21 cm, ISBN 978-90-79875-06-1 (geb.)

### 2009
- Sporen van een oorlog : vijftien Zeeuwse plaatsen met een verhaal over de Tweede Wereldoorlog, Aarnoud van der Deijl, Marga Haas, uitgever: Den Boer & De Ruiter. Vlissingen, 48 p, Ill., 20 cm, ISBN 978-90-79875-12-2

### 2010
- Winter in Zeeland, Jan Jansen (1947), Peter Verdurmen (1953), uitgever: Den Boer & De Ruiter, Vlissingen, 64 p, foto's, 23 cm, ISBN 978-90-79875-25-2

### 2011
- Duvelsjong : verhalen uit een Zeeuwse jeugd, Nelleke van der Krogt, uitgever: Den Boer & De Ruiter, Vlissingen, 48 p, 24 cm, ISBN 978-90-79875-31-3
  - Van der Krogt beschrijft hier in detail haar jeugd. Haar moeder was streng gelovig, maar haar vader was niet bij de kerk. Bij gevolg werd de jonge Nelleke door haar omgeving als een duivelsjong afgeschilderd. Ze werd door haar moeder geslagen, als ze ook maar iets "fout" deed. Beide ouders houden haar klein. Uiteindelijk wil ze weg uit Zeeland, en haalt ze haar toelatingsexamen op het conservatorium te Tilburg. Als ze haar vader dat meldt, wordt ze door hem het huis uitgejaagd. En zo begint haar nieuwe leven.

### 2012
- Slik op de weg : de Zeeuw achter de suikerbiet, tekst en eindred. Tiny Polderman, fotograaf Karin den Boer, 2012, uitgever: Den Boer & De Ruiter, Vlissingen, 44 p, foto's, 23 cm, ISBN 978-90-79875-41-2

### 2013
- Zeeland belicht, Jan van Damme, fotografie: Ruden Riemens, uitgave van de gezamenlijke Zeeuwse boekhandels en de Provinciale Zeeuwse Courant, geschenk, 32 ongenummerde pagina's, foto's, 28cm, ISBN 978-90-79875-49-8

### 2014
- De onfortuinlijke dood van Krijn Kip en andere verhalen die best wel eens echt gebeurd zouden kunnen zijn (maar misschien ook niet), tekst en illustraties: Katinka Polderman, uitgever: Den Boer & De Ruiter, Vlissingen, 47 p, illustraties, 23 cm, ISBN 978-90-79875-61-0 (paperback)

### 2015
- Ik zou maar nergens op rekenen, Franca Treur (1979), uitgever: de gezamenlijke Zeeuwse boekhandels, 48 pagina's, 20 cm, ISBN 978-90-79875-68-9 (paperback)

### 2016
- Het vierde gewas, Chris De Stoop (1958), Uitgever: de gezamenlijke Zeeuwse boekhandels, 63 pagina's, 20 cm, ISBN 978-90-79875-76-4 (paperback)

### 2017
- Ben ik een Zeeuw?, Freek de Jonge (1944), eindredactie Arend van der Wel, uitgever: de gezamenlijke Zeeuwse boekhandels, 63 pagina's, foto's, 20 cm, ISBN 978-90-71937-55-2 (paperback)

### 2018
- Van Raas tot Rico : onbekende verhalen over bekende Zeeuwse topsporters, Peter de Jonge, met biografieën van Wim van Gorsel, eindredactie: Arend van der Wel, met literatuuropgave, 125 pagina's, Ill. foto's, 24 cm, ISBN 978-94-92170-38-5

### 2019
- M’n liêven, Marlies Allewijn (1977)[7]eindredactie: Arend van der Wel, omslag: Pepijn Fierloos, foto's: Marlies Allewijn, Macha de Vries, 80 blz. 20 cm, ISBN 978-94-92183-89-7, NUR 521

### 2020
- De vader van Grace, Carolijn Visser (1956) Uitgever: Atlas Contact, Amsterdam, 95 p, paperback, geïllustreerd met zwart/wit foto's, ISBN 9789071937897

### 2021
- In de sneeuw geboren, Wim Hofman, Uitgever: Zeeuwse Boekhandels, tekeningen: Wim Hofman, foto's: Zeeuws Archief, eindredactie: Arend van der Wel, vormgeving: Circe, Zierikzee, 96 blz., 20 cm, ISBN 978-9493220140, Paperback.
  - De 27e editie van de reeks werd mede mogelijk gemaakt door een bijdrage van het Prins Bernhard Cultuurfonds Zeeland, Jawino Fonds.

### 2022
- 't Oenderkot, Josephine Rombouts, uitgever: De gezamenlijke Zeeuwse boekhandels, 96 blz., illustraties: Josephine Rombouts, auteursfoto: Katja Poelwijk, Vormgeving: Marieke de Vlieger, Zierikzee, ISBN 978-94-93220-32-4. Oenderkot is Zeeuws voor kippenhok

### 2023
- Dokter worden is niet moeilijk. Levensberichten van Jan Cornelis de Man, Rinus Spruit, uitgever: Cossee BV, Amsterdam, omslag-ontwerp: Irwan Droog, omslagbeeld: Adri Geelhoed: Weg naar het dorp, vormgeving: Perfect Service, Reeuwijk, druk: Wilco BV, Amersfoort, ISBN 978 90 8333 433 2, NUR 320

### 2024
- De Nehalennia moorden, Jeroen Windmeijer[8] uitgever: HarperCollins Holland, omslagontwerp: Villa Grafica, omslagbeeld: shutterstock; https.//www.nehalenniatempel.nl, foto auteur: Eelkje Colmjon, druk: ScanBook  UAB, Lithuania, ISBN 978-94-02715-96-5, NUR 305